# Dean Edwards
Dean Edwards (The Bronx, Nova York, 30 de juliol de 1970) és un actor còmic estatunidenc.
Exmembre del repartiment en el serial Saturday Night Live, Edwards va actuar a diverses pel·lícules i programes de TV (com The Sopranos, Wedding Tony 'n' Tina, Universal Remote, Marci X, i Spider-Man 3 en un cameo) i va fer el paper de Donkey a Shrekless Scared.

## Filmografia

### Televisió
- Saturday Night Live
- Melrose Place
- Celebrity Deathmatch
- The Sopranos
- Fins de semana a DL
- Where My Dogs At?
- Robotomy
- Scared Shrekless (veu)
- Nit de suspens

### Cinema
- 2003 - Saturday Night Live Weekend Halftime Actualització Especial
- 2003 - Marci X
- 2004 - Wedding Tina 'n' Tony
- 2006 - A New Wave
- 2007 - Universal Remote
- 2007 - Spider Man 3
- 2008 - Goyband
- 2010 - April's Fools (2010)